# Norberto Rivera Carrera

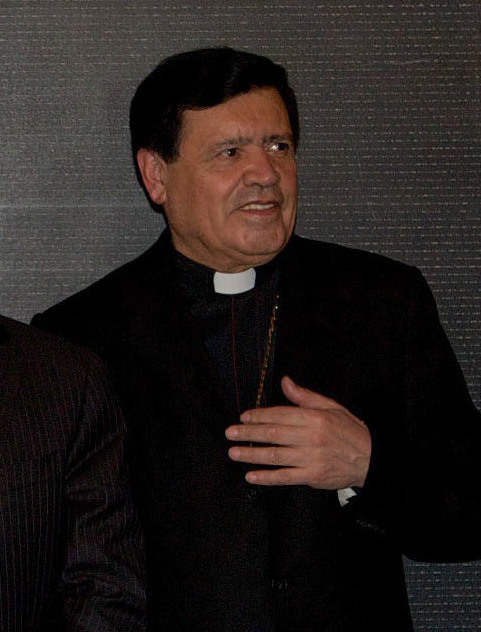
Norberto Kardinal Rivera Carrera (2013)

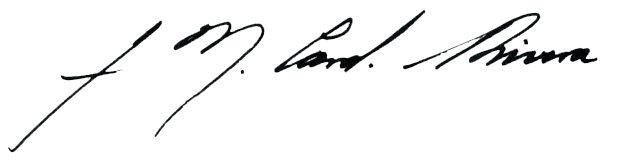
Signatur des Kardinals

Kardinalswappen

Norberto Kardinal Rivera Carrera (* 6. Juni 1942 in La Purísima, Mexiko) ist ein mexikanischer Geistlicher und emeritierter römisch-katholischer Erzbischof von Mexiko-Stadt.

## Leben
Norberto Rivera Carrera stammt aus einfachen Verhältnissen. Er studierte am Priesterseminar von Durango die Fächer Philosophie und Katholische Theologie. Nach weiteren Studien promovierte er an der Päpstlichen Universität Gregoriana und empfing am 3. Juli 1966 von Papst Paul VI. persönlich das Sakrament der Priesterweihe.
Anschließend wirkte er achtzehn Jahre lang als Professor für Dogmatik am Priesterseminar von Durango, hielt aber auch Vorlesungen in Biblischer Theologie und Pastoraltheologie. Darüber hinaus nahm er im Priesterseminar die Aufgabe des Disziplinarpräfekten wahr und arbeitete in der Pfarrseelsorge. Er gehörte viele Jahre lang dem Diözesanpriesterrat von Durango an und war für die Öffentlichkeitsarbeit der Diözese zuständig. Er engagierte sich in der geistlichen Betreuung verschiedener religiöser Gruppen, so gründete er zum Beispiel die Bewegung Jornadas de Vida Cristiana und war geistlicher Diözesanassistent der Christlichen Familienbewegung Movimiento Familiar Cristiano und der Katholischen Aktion in Durango.
Am 5. November 1985 ernannte ihn Papst Johannes Paul II. zum Bischof von Tehuacán. Die Bischofsweihe erhielt er am 21. Dezember desselben Jahres von Antonio López Aviña, Erzbischof von Durango. Mitkonsekratoren waren Adolfo Antonio Kardinal Suárez Rivera, Erzbischof von Monterrey, und Rosendo Huesca Pacheco, Erzbischof von Puebla de los Ángeles. In seiner Zeit in Tehuacán knüpfte er Kontakte zu verschiedenen konservativen Orden und Einflussgruppen, darunter die Legionäre Christi und deren Ordensgründer Marcial Maciel, zu dessen Freundeskreis er seitdem gehörte.
Am 13. Juni 1995 wurde er von Johannes Paul II. zum Erzbischof von Mexiko-Stadt ernannt und am 26. Juli desselben Jahres in sein Amt eingeführt.
Am 21. Februar 1998 nahm ihn Johannes Paul II. als Kardinalpriester mit der Titelkirche San Francesco d’Assisi a Ripa Grande in das Kardinalskollegium auf. Norberto Rivera Carrera nahm am Konklave 2005, in dem Benedikt XVI. gewählt wurde, teil. Benedikt XVI. nahm ihn am 23. Oktober 2010 in den Kardinalsrat für wirtschaftliche Angelegenheiten auf. Nach dem Rücktritt Benedikts XVI. nahm er auch am Konklave 2013 teil, in dem Papst Franziskus gewählt wurde. Carrera war Mitglied der Kongregation für den Klerus. Am 15. März 2014 wurde er als Mitglied der päpstlichen Lateinamerikakommission bestätigt.
Papst Franziskus nahm am 7. Dezember 2017 seinen altersbedingten Rücktritt an. Der Rücktritt war überschattet von Vorwürfen und Verdächtigungen gegenüber dem Kardinal, er habe während seiner 22-jährigen Amtszeit als Erzbischof Fälle von sexuellem Missbrauch Minderjähriger durch Kleriker verschwiegen und Missbrauchstäter systematisch vor Verfolgung geschützt. Wenige Tage bevor er sein Rücktrittsgesuch beim Apostolischen Nuntius Franco Coppola einreichte, hatten zwei Zeugen, darunter der ehemalige Priester und Opferberater Alberto Athié, bei der Staatsanwaltschaft eine Strafanzeige gegen Kardinal Rivera gestellt. Sie behaupten, er habe in seiner Amtszeit mindestens 15 Täter aus dem Klerus seines Erzbistums geschützt. Außerdem habe er massiven Druck auf Pressevertreter ausgeübt, um die Berichterstattung über den Fall des vom Vatikan später abgesetzten Sexualstraftäters Marcial Maciel zu verhindern. Bereits kurz nach seiner Erhebung zum Erzbischof war Rivera als ein vehementer Verteidiger Maciels gegen die ersten Missbrauchsbeschuldigungen aufgefallen, die im Frühjahr 1997 zu kursieren begannen und Riveras Pläne durchkreuzten, seine Machtstellung in der mexikanischen Hauptstadt mithilfe seiner Verbindungen mit Maciel zu konsolidieren. Zu dieser Zeit kurz vor Maciels Sturz war er sehr eng mit dem einflussreichen Ordensgründer verbunden und versuchte, von dessen weitreichenden Kontakten zu Würdenträgern an der Römischen Kurie und zu den wirtschaftlichen und politischen Eliten Mexikos zu profitieren, um sich als möglichen Nachfolger Papst Johannes Paul II. in Stellung zu bringen. Rivera behauptete bis zuletzt, in seinem Erzbistum habe es in seiner Amtszeit keine Missbrauchsfälle gegeben; die Vorwürfe der Anzeigeerstatter wies das Erzbistum 2017 noch in seinem Namen zurück. Erst im Februar 2019 wurden die durch die Anzeige veranlassten Ermittlungen gegen Rivera Carrera nach öffentlichem Druck wieder aufgenommen, nachdem die Vorgängerbehörde der heute zuständigen Staatsanwaltschaft den Fall im Jahr 2017 unbearbeitet gelassen hatte.
Er war Großprior der Ordensprovinz Mexiko des Ritterordens vom Heiligen Grab zu Jerusalem. Er war geistlicher Berater des Großpriorats von Amerika des „Lazarus-Ordens“. Ab 2007 bis zu seiner Emeritierung fungierte er als Präses des Distrikts Mexiko-Süd der amerikanischen Kolumbusritter.